# Serrat dels Anganets
El Serrat dels Anganets és una serra on es troben els termes municipals de Salàs de Pallars (nord), Talarn (sud] i Tremp (nord-oest), aquest darrer en l'antic terme de Gurp de la Conca, tots tres del Pallars Jussà.
Està situat a quasi 2 quilòmetres a ponent del nucli de població de Salàs de Pallars, i uns 650 metres al sud-oest de l'ermita de Sant Pere Màrtir, davant per davant d'aquesta capella, a l'altra banda del barranc de les Bruixes.
És, de fet, l'extrem d'una serra més extensa, la Serra de Costa Ampla, que és la que baixa del poble de Santa Engràcia cap al sud-est i fa de termenal entre Talarn i l'antic terme de Gurp de la Plana, actualment integrat en el de Tremp.
El Serrat dels Anganets baixa des de la Tossa, a la Serra de Costa Ampla, cap al nord-est, 